# Eva Urevc
Eva Urevc (2 november 1995) is een Sloveense langlaufster.

## Carrière
Urevc maakte haar wereldbekerdebuut in januari 2016 in Planica. In december 2016 scoorde de Sloveense in Davos haar eerste wereldbekerpunt. In februari 2019 behaalde ze in Cogne haar eerste toptienklassering in een wereldbekerwedstrijd. Op de wereldkampioenschappen langlaufen 2019 in Seefeld eindigde Urevc als 21e op de sprint, op de estafette eindigde ze samen met Katja Višnar, Anamarija Lampič en Alenka Čebašek op de negende plaats. In Oberstdorf nam de Sloveense deel aan de wereldkampioenschappen langlaufen 2021. Op dit toernooi eindigde ze als 28e op de sprint, samen met Anamarija Lampič veroverde ze de bronzen medaille op de teamsprint.

## Resultaten

### Wereldkampioenschappen
| Jaar | Plaats     | Resultaten                                              |
| ---- | ---------- | ------------------------------------------------------- |
| 2019 | Seefeld    | 21e Sprint (vrije stijl) 9e 4×5 km estafette            |
| 2021 | Oberstdorf | 28e Sprint (klassieke stijl) · Teamsprint (vrije stijl) |

### Wereldbeker
| Legenda | Legenda            |
| ------- | ------------------ |
| TdS     | Tour de Ski        |
| NO      | Nordic Opening     |
| LT      | Lillehammer Triple |
| RT      | Ruka Triple        |
| WBF     | Wereldbekerfinale  |
| STC     | Ski Tour Canada    |
| ST      | Ski Tour           |

Eindklasseringen
| Seizoen   | Algm | DI  | SP  | TdS |
| --------- | ---- | --- | --- | --- |
| 2016/2017 | 116e | –   | 88e | –   |
| 2018/2019 | 52e  | 83e | 27e | DNF |
| 2020/2021 | 29e  | 85e | 8e  | DNF |

Wereldbekerzeges
| Datum           | Plaats     | Onderdeel  | Teamgenote(n)    |
| Estafette       | Estafette  | Estafette  | Estafette        |
| --------------- | ---------- | ---------- | ---------------- |
| 7 februari 2021 | Ulricehamn | Teamsprint | Anamarija Lampič |